# Uramba pruinosa
Uramba pruinosa är en kräftdjursart som beskrevs av Arcangeli 1939B. Uramba pruinosa ingår i släktet Uramba och familjen Porcellionidae. Inga underarter finns listade i Catalogue of Life.